# Легкі крейсери типу «Лейпциг»
Легкі крейсери типу «Лейпциг» були типом, який складався з двох легких крейсерів німецького Рейхсмаріне, а пізніше Крігсмаріне.  Це був «Лейпциг», головний корабель, і «Нюрнберг», який був побудований за дещо модифікованим проектом. 

## Конструкція
Кораблі були вдосконалені в порівнянні з попереднім типом «Кенігсберг». Вони  мали дещо більші розміри,  більш ефективне розташування основної батареї та покращеним захистом броні. Був доданий третій вал, всі димоходи були зведені в одну трубу (вихлоп дизельних двигунів була призначена невелика труба поблизу підвищеної кормової башти, посилення конструкції корпусу, застосування булів, які охоплювали броньовий пояс.

## Історія служби
«Лейпциг» був побудований між 1928 і 1931 роками, а наступний «Нюрнберг»,  між 1934 і 1935 роками.
Обидва кораблі брали участь у патрулях невтручання під час Громадянської війни в Іспанії в 1936 і 1937 роках. Після початку Другої світової війни у вересні 1939 року їх використовували в різних ролях, у тому числі як мінні загороджувачі та кораблі супроводу конвоїв. 13 грудня обидва кораблі були торпедовані британським підводним човном «Салмон». Згодом вони використовувалися на другорядних ролях, переважно як навчальні кораблі, протягом більшої частини війни. «Лейпциг» надавав певну вогневу підтримку військам німецької армії, що воювали на Східному фронті.
Обидва кораблі пережили війну, хоч «Лейпциг» і  був у дуже поганому стані після випадкового зіткнення з важким крейсером «Принц Ойген» наприкінці війни. «Лейпциг» тому використовувався як плавуча казарма до того, як був затоплений у 1946 році.
«Нюрнберг», однак, закінчив війну майже неушкодженим, і в результаті був захоплений радянським ВМС як військові репарації та включений до радянського флоту як «Адмірал Макаров». Він продовжував використовуватися в Радянському Союзі до кінця 1950-х років і був розібраний на металобрухт до 1960 року.